# Messaoud Boudjriou
Messaoud Boudjriou es un municipio (baladiyah) de la provincia o valiato de Constantina en Argelia. En abril de 2008 tenía una población censada de 9050 habitantes.
Se encuentra ubicado al noreste del país, cerca de la costa del mar Mediterráneo y de la frontera con Túnez, y al este de la capital del país, Argel.